# Почётные граждане Чеченской Республики

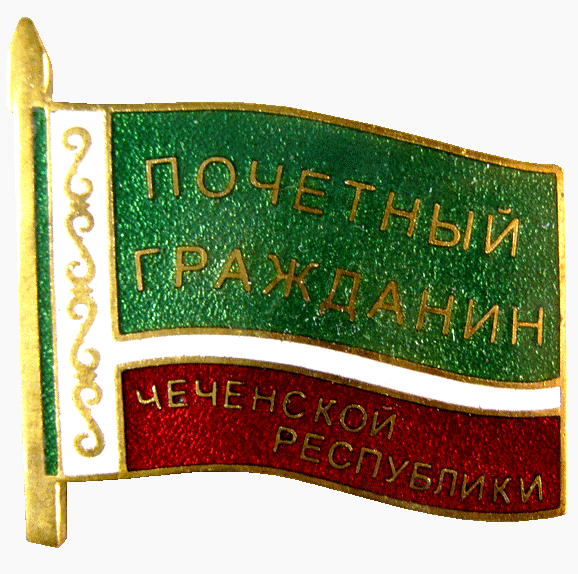
Нагрудный знак «Почётный гражданин Чеченской Республики»

Звание «Почётный гражданин Чеченской Республики» присваивается гражданам, проработавшим в Чеченской Республике не менее 20 лет, внесшим особый вклад в экономическое, социальное и культурное развитие республики, а также в укрепление законности, развитие науки, культуры, искусства, образования и снискавшим уважение и широкую известность у жителей Чеченской Республики. В течение года звание присваивается двум гражданам. Удостоенным звания вручается грамота, нагрудный знак и удостоверение «Почётный гражданин Чеченской Республики». Имена удостоенных звания вносятся в Книгу почётных граждан Чеченской Республики.

## Список удостоенных звания
- Агаев Ваха Абуевич (1953—2020) — предприниматель и политический деятель, депутат Государственной Думы Федерального собрания Российской Федерации VI и VII созывов от КПРФ[2].
- Арсанукаев, Шайхи Абдулмуслимович (1930—2012) — чеченский писатель и поэт, член Союзов писателей Чечни и России, Народный писатель Чеченской республики[3].
- Байсултанов, Одес Хасаевич (1965) — государственный деятель, кандидат экономических наук, первый заместитель Министра Российской Федерации по делам Северного Кавказа[4].
- Бетербиев, Артур Асильбекович (22 октября 2024) — чемпион мира по боксу[5].
- Гайсумов, Дени Хасанович (1968) — футболист клуба «Терек»[6].
- Куриев, Рахим Зелимханович (2012) — рекордсмен мира по отжиманию от пола в своей возрастной категории[7][8][9].
- Даудов, Магомед Хожахмедович (1980) — военный и политический деятель, первый заместитель Председателя Правительства ЧР по силовому блоку, руководитель Администрации Главы и Правительства ЧР, Председатель Парламента ЧР III созыва и IV созыва[10].
- Джамалханов, Зайнди Джамалханович (1922—2014) — чеченский филолог, педагог, поэт, переводчик[11].
- Ельсаев, Аламахад Абдул-Хамидович (1967) — писатель, поэт, журналист, председатель Союза писателей Чеченской Республики[1], депутат Парламента Чеченской Республики[12].
- Завгаев, Ахмар Гапурович (1947) — государственный деятель, депутат Государственной думы четвёртого и пятого созывов[13].
- Закриев, Салман Соипович (1967) — политик, первый заместитель председателя Парламента Чечни[14].
- Кадыров, Рамзан Ахматович (1976) — государственный и политический деятель, Глава Чеченской Республики.
- Каримов, Альви Ахмадович (1950) — пресс-секретарь президента Чеченской Республики, начальник Информационного управления Главы и правительства Чеченской Республики[15].
- Мирзаев, Султан Бетерович (1964) — религиозный деятель. В 2005—2014 годах — муфтий Чеченской Республики и председатель Духовного управления мусульман Чеченской Республики.
- Мохаммед Салах (1992) — египетский футболист, нападающий клуба «Ливерпуль» и сборной Египта[16].
- Музакаев, Дикалу Абузедович (1960) — артист народно-сценического танца и хореограф, народный артист Российской Федерации, министр культуры Чеченской Республики[17].
- Омаев, Дагун Ибрагимович (1943—2019) — артист театра и кино, народный артист Чечено-Ингушской АССР, народный артист Российской Федерации[18].
- Осмаев, Мовла Камилович (1955) — журналист, историк и государственный деятель, главный редактор газеты «Гумс» (1986—1995), глава администрации Гудермесского района (1995—1996), министр культуры Чечни (2000—2007).
- Орцуев, Хасан Умарович (1953) — борец вольного стиля, чемпион и призёр чемпионатов СССР, чемпион мира, Заслуженный мастер спорта СССР[19].
- Сурков, Владислав Юрьевич (1964) — помощник президента Российской Федерации с 20 сентября 2013 года. Заместитель председателя правительства Российской Федерации, руководитель аппарата правительства Российской Федерации[20].
- Усманов, Арби Усманович (1942) — писатель и поэт, переводчик, драматург. Член Союзов писателей Чечни и России, Заслуженный работник культуры Чечни, председатель Совета по культуре при Главе Чеченской Республики[21].
- Чалаев, Замид Алиевич (1981) — подполковник полиции, командир полка полиции специального назначения, Герой России[22].
- Чокаев, Каты Зайндинович (1929—2021) — учёный, доктор филологических наук, профессор, академик Академии наук Чеченской Республики[23].
- Яндарбиев, Хамзат Шамсадович (1940) — писатель, поэт, учёный, политический и общественный деятель, член Союзов писателей Чечни и России, кандидат педагогических наук, доцент кафедры отечественной и мировой литературы Чеченского государственного университета[24].
- Путин, Владимир Владимирович (1952) — государственный и политический деятель, действующий президент Российской Федерации.